# 762 (szám)
A 762 (római számmal: DCCLXII) egy természetes szám, szfenikus szám, a 2, a 3 és a 127 szorzata.

## A szám a matematikában
A tízes számrendszerbeli 762-es a kettes számrendszerben 1011111010, a nyolcas számrendszerben 1372, a tizenhatos számrendszerben 2FA alakban írható fel.
A 762 páros szám, összetett szám, azon belül szfenikus szám, kanonikus alakban a 21 · 31 · 1271 szorzattal, normálalakban a 7,62 · 102 szorzattal írható fel. Nyolc osztója van a természetes számok halmazán, ezek növekvő sorrendben: 1, 2, 3, 6, 127, 254, 381 és 762.
A 762 négyzete 580 644, köbe 442 450 728, négyzetgyöke 27,60435, köbgyöke 9,13380, reciproka 0,0013123. A 762 egység sugarú kör kerülete 4787,78720 egység, területe 1 824 146,925 területegység; a 762 egység sugarú gömb térfogata 1 853 333 275,5 térfogategység.